# Мочилки (Псковська область)
Мочилки (рос. Мочилки) — присілок в Дновському районі Псковської області Російської Федерації.
Населення становить 4 особи. Входить до складу муніципального утворення Іскровська волость.

## Історія
Від 2015 року входить до складу муніципального утворення Іскровська волость.

## Населення
| 2001 | 2002 | 2010 |
| ---- | ---- | ---- |
| 3    | ↗4   | →4   |